# Morro Reuter
Morro Reuter är en kommun i Brasilien.   Den ligger i delstaten Rio Grande do Sul, i den södra delen av landet, 1 600 km söder om huvudstaden Brasília. Antalet invånare är 5 680.
I omgivningarna runt Morro Reuter växer i huvudsak städsegrön lövskog. Runt Morro Reuter är det tätbefolkat, med 308 invånare per kvadratkilometer.